# Journey to the Centre of the Earth (album)
Pour les articles homonymes, voir Journey to the Center of the Earth.
Albums de Rick Wakeman
The Six Wives of Henry VIII
(1973) The Myths and Legends of King Arthur and the Knights of the Round Table
(1975)
Journey to the Centre of the Earth est le troisième album solo de Rick Wakeman sorti en 1974.
Il a été enregistré le 18 janvier 1974, lors d'un concert au Royal Festival Hall de Londres avec l'Orchestre symphonique de Londres. Comme son titre l'indique, il s'inspire du roman Voyage au centre de la Terre de Jules Verne. Il recrute des musiciens pour l'accompagner autant sur disques qu'en tournée, le groupe s'appelle "The English Rock Ensemble" et consiste en Gary Pickford Hopkins ex-Wild Turkey et Ashley Holt ex-Warhorse qui se partagent le chant. Rick Wakeman fit brièvement partie de Warhorse et il participa à la première démo en avril 1970, mais il quitta finalement pour rejoindre les Strawbs, il ne joua donc pas sur leur premier album. Viennent ensuite le guitariste Mike Egan, Roger Newell à la basse qui jouera avec Wakeman de façon épisodique jusqu'à l'album Live at the BBC en 2007 et finalement Barney James à la batterie, ex-Warhorse qui fut aussi acteur et écrivain. Le comédien britannique reconnu David Hemmings participe à la narration de l'histoire, bien calé dans son fauteuil pendant la présentation du concert.
L'album rencontre un grand succès à sa sortie et se classe en tête des ventes au Royaume-Uni (3e aux États-Unis).
Rick Wakeman lui a donné une suite en 1999 : Return to the Centre of the Earth.

## Titres
Toutes les musiques et chansons sont de Rick Wakeman sauf sur The Forest, qui inclut un extrait de In the Hall of the Mountain King par Edvard Grieg, crédité dans le livret accompagnant l'album.

### Face 1
1. The Journey / Recollection – 21:20

### Face 2
1. The Battle / The Forest – 18:57

## Musiciens
- Rick Wakeman : 3 Mellotrons, 2 synthétiseurs Minimoog, Grand piano, orgue Hammond, piano électrique Fender Rhodes, piano électrique RMI, clavinet Hohner, piano Honky-tonk
- Gary Pickford-Hopkins, Ashley Holt : chant
- Mike Egan : guitares
- Roger Newell : basse
- Barney James : batterie
- David Measham : directeur de l'orchestre
- Orchestre Symphonique de Londres : cordes et cuivres
- English Chamber Choir : chœurs
- David Hemmings : narration

## Production
- Danny Beckerman – arrangements
- Will Malone – arrangements
- Pete Flanagan – ingénieur
- Paul Tregurtha – ingénieur
- Keith Grant - ingénieur de production
- Lou Reizner – coordination de la production
- Michael Doud – direction artistique
- Michael Wade - conception
- Chris Foster – photographe
- Paul Wakefield – photographe
- Peter Waldman – photographe
- Nigel Messett – photographe
- Ken Randall – photographe